# Caquot
Pour les articles homonymes, voir Caquot (homonymie).
Le Caquot est un ballon captif d'observation français de la Première Guerre mondiale. Il est utilisé à terre pour l'observation du champ de bataille et le réglage de l'artillerie, et dans la marine pour la protection des convois et des navires contre les U-Boot ainsi que pour le réglage de tir. Certains sont aussi utilisés pour créer des barrages aériens contre les bombardiers.

## Historique

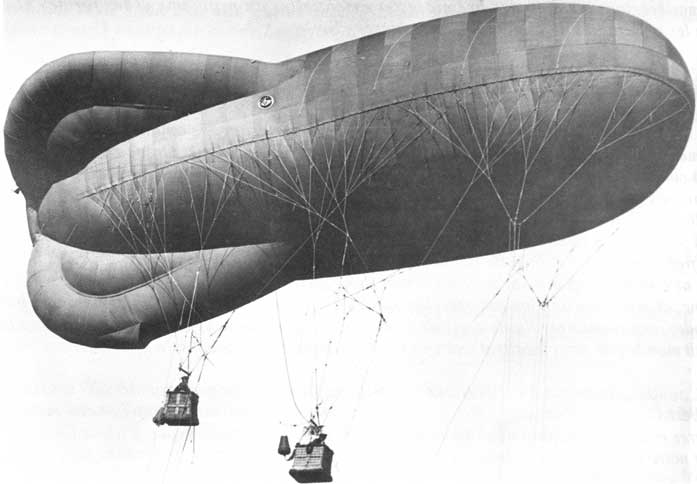
Un ballon d'observation type Caquot français en 1915.

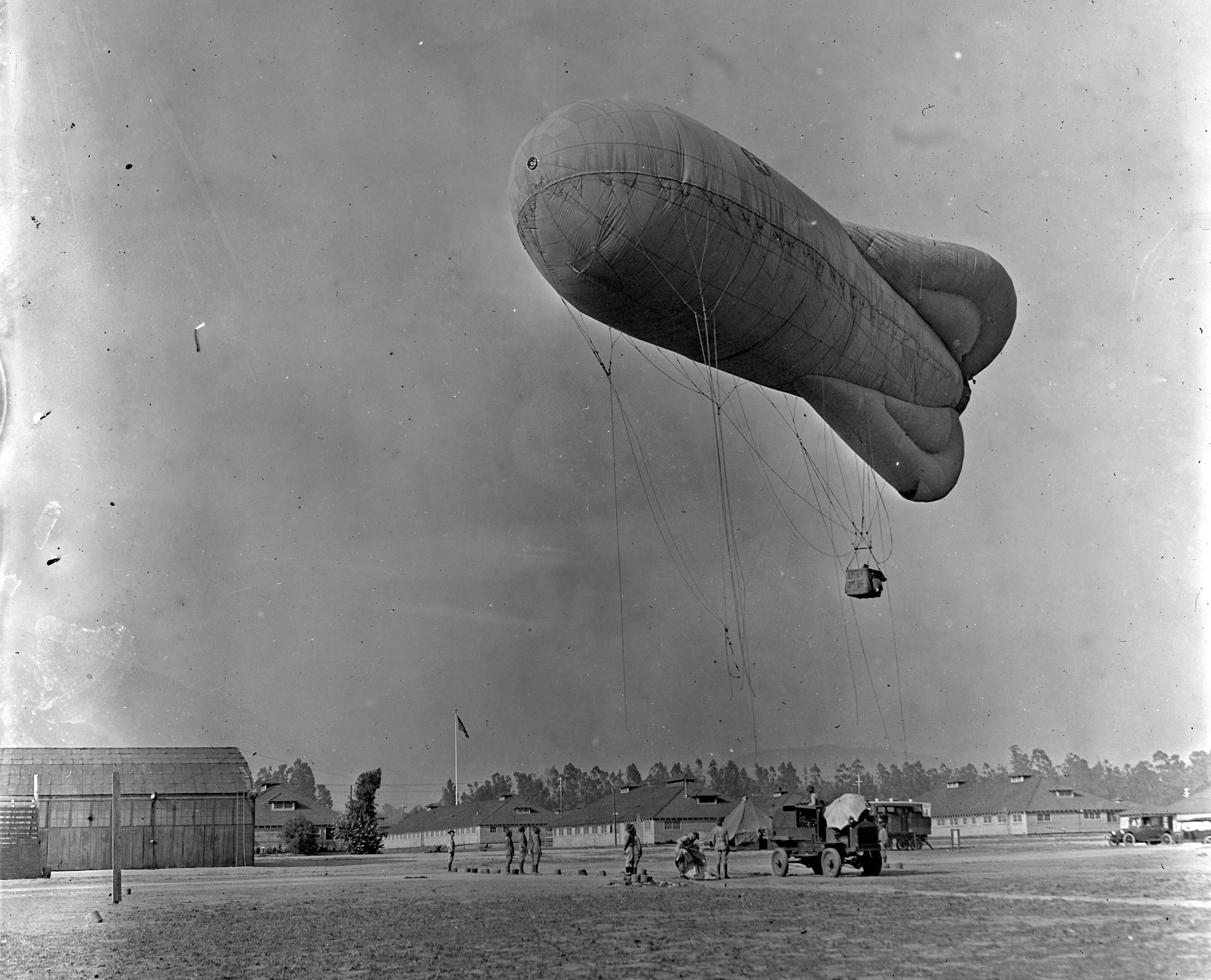
Un Caquot type R sur la Arcadia Balloon School de la United States Army Air Service dans la ville d'Arcadia (Californie) en 1921.

Au début de la Première Guerre mondiale, il s'avère que les ballons d'observation, dont l'utilisation a été abandonnée en France en 1912, sont nécessaires sur le champ de bataille, et les Allemands les utilisent en grandes quantités baptisés Drachen. Les Français qui n'en avaient pas dans leurs cartons se mirent donc à copier ces ballons allemands.
Alors qu'il est mobilisé le 1er août 1914 pour commander la 21e compagnie d'aérostiers, Albert Caquot effectue quelques observations aériennes dans un ballon de type "Fleurus"  sphérique datant de 1880. Il constate alors que les informations données par les observateurs ne sont pas fiables du fait de l'instabilité des aérostats qui les rend malades même par vent faible. Il conçoit alors un nouveau ballon stabilisé par trois lobes arrières gonflables disposés à 120°. Il envoie alors ses plans et calculs à l’Atelier de Chalais-Meudon en octobre 1914 et est reçu par le directeur de l'établissement en novembre ; mais celui-ci n'est pas convaincu par son idée. Il décide malgré tout de confier la réalisation des plans de Caquot à une équipe de dessinateurs de son bureau d'étude, ceux-ci sont réalisés en une semaine. Entre-temps le général Hirschauer, qui est responsable de l'aviation au ministère de la Guerre, ordonne qu'un essai soit pratiqué. Caquot obtient alors l'autorisation de construire un prototype, chose faite en février 1915.
Le ballon Caquot type L est alors comparé à un ballon sphérique et à une copie de Drachen. Il s'avère aussitôt plus performant, sa carène offrant une résistance minimum au vent. Il parvient à résister à des vents de 90 km/h contre seulement 54 km/h et 36 km/h pour le Drachen et le ballon sphérique. Ses performances tiennent à la forme ovoïde du ballon qui permet une résistance aérodynamique moindre, et surtout à ses trois empennages gonflables à l'arrière mais basés sur une structure interne les fixant rigidement à la carène suivant un angle de 120°. Ceci permet d'éviter le mouvement pendulaire du ballon lors des rafales de vent, qui rendait malades les observateurs.
Malgré ces essais concluants, la production en série n'est pas lancée. Cependant un officier de marine anglais, qui assiste aux essais du prototype, confie à Caquot que la marine britannique cherche à doter sa flotte de ballons captifs mais que ceux-ci ne résistent pas au mauvais temps. Il lui demande alors de les aider. En examinant les contraintes, Caquot s'aperçoit qu'il faut que les aérostats résistent à des vents de 125 km/h puisqu'en plus du vent s'ajoute la vitesse du navire. Il conçoit alors un treuil freiné spécifique qui permet au ballon de se laisser emporter par les rafales trop fortes puis de revenir une fois la rafale terminée.
En juin 1915, Albert Caquot devient directeur de l’atelier mécanique d’aérostation de Chalais-Meudon où il fait construire en grande série de nouveaux aérostats selon ses plans. Le 10 juillet 1916, l'inspecteur de l'aviation britannique réclame au ministère de la guerre des ballons de type M. Entre juillet et fin novembre 1916, 46 ballons type M sont construits à Chalais-Meudon pour les Britanniques, par la suite d'autres sont construits au Royaume-Uni. Trois types de ballons d'une capacité de 750 m3, 820 m3 et 1 000 m3. Les premiers équipent de petits navires utilisés pour la recherche de sous-marins, ils sont servis par deux hommes depuis une altitude de 500 m ; les plus gros sont utilisés à bord de bâtiments d’escadre pour le réglage du tir et sont servis par un équipage de trois observateurs à 500 m d’altitude ou de deux à 1 000 m. Cette utilisation des ballons Caquot permet à la marine britannique de réduire ses pertes. En 1917, la marine française, constatant que ses pertes dues au torpillage deviennent plus élevées que celles des Britanniques, décide alors d'adopter elle aussi les ballons Caquot. La marine nationale française utilise les types P et P2 sur ses plus petites unités pour la protection contre les attaques des U-boot, et le Type R pour diriger le feu de ses plus gros navires. En juillet 1918, elle dispose de près de 200 ballons et 24 unités conçues pour travailler avec eux.
L'armée de terre française, quant à elle, a formé 76 unités pendant la guerre équipées de ballons Caquot. Ces ballons sont utilisés pour le réglage d'artillerie et l'observation générale du champ de bataille.
En 1917, quand les Allemands commencent à bombarder Paris avec des avions, Albert Caquot propose de faire des barrages avec des ballons de faible volume dont les câbles obligeraient les bombardiers à monter plus haut et à réduire leur charge. Cette idée est reprise par les Britanniques en septembre 1917. À la fin de la guerre, il y a dix barrages de ce genre principalement constitués avec des ballons Caquot M de 900 m3 et R de 1 000 m3.
Le ballon Caquot est entré en service dans d'autres armées alliées puis dans d'autres dont la nouvelle armée polonaise.
En France, la production des ballons est de 319 unités par mois en 1919. Les premiers modèles sont de type L et M, et finalement les ballons Caquot sont produits en quatre formats différents :
- P - 750 m3 (capacité - deux observateurs à la hauteur de 500 m)
- P2 - 820 m3
- M2 - 930 m3
- R - 1 000 m3 (capacité - deux observateurs à la hauteur de 1 000 m ou trois à 500 m)

Au cours de la guerre, l'un des ballons Caquot britanniques tombe aux mains des Allemands qui en fabriquent une copie baptisée Ae 800 pour Achthundert english 800.
Durant la guerre, la France est à partir de 1915 la première puissance dans le domaine de l'aérostation et a construit près de 4 200 ballons captifs : 1 700 ballons d’observation et 2 500 ballons de barrage.
Le ballon Caquot a été fabriqué en grand nombre, dont un millier aux États-Unis entre 1918 et 1919. Le Royaume-Uni en construit d'autres durant la Seconde Guerre mondiale où ils servent jusqu'aux années 1960 pour tester des parachutes, pour l'observation et la photographie aérienne hors combats.

### Appareil comparable
- Avorio-Prassone